# Renuka Singh (Cricketspielerin)
Renuka Singh Thakur (* 1. Februar 1996 in Shimla, Indien) ist eine indische Cricketspielerin, die seit 2021 für die indische Nationalmannschaft spielt.

## Kindheit und Ausbildung
Der Vater von Singh verstarb früh und so wurde sie durch ihre Mutter und Bruder dazu motiviert Cricket zu spielen. Zunächst spielte sie in ihrem Dorf, und nachdem ihr Onkel ihr Talent entdeckte, wechselte sie im Jahr 2009 zur Akademie von Himachal Pradesh. Dort durchlief sie die Jugendmannschaften.

## Aktive Karriere
Nachdem sie im Seniorenteam von Himachal Pradesh aufgenommen worden war, konnte sie bei der Women’s Senior One Day Trophy 2019/20 mit 23 Wickets als beste Bowlerin herausstechen. Nach Spielen für das India A-Team wurden die Selektoren der Nationalmannschaft auf sie aufmerksam. Ihr Debüt in der Nationalmannschaft konnte sie in der WTwenty20-Serie bei der Tour in Australien im Oktober 2021 geben. Bei der Tour in Neuseeland im Februar 2022 absolvierte sie auch ihre ersten WODI-Spiele. Sie wurde daraufhin zwar für den Women’s Cricket World Cup 2022 nominiert, absolvierte dabei ejdoch kein Spiel. Bei der Tour in Sri Lanka im Juli 2022 erreichte sie im ersten WODI 3 Wickets für 29 Runs und im zweiten Spiel 4 Wickets für 28 Runs. Bei letzterem wurde sie als Spielerin des Spiels ausgezeichnet.